# Nolan Arenado
Nolan James Arenado (ur. 16 kwietnia 1991) – amerykański baseballista występujący na pozycji trzeciobazowego w St. Louis Cardinals.

## Przebieg kariery
Arenado po ukończeniu szkoły średniej w 2009, został wybrany w drugiej rundzie draftu przez Colorado Rockies i początkowo grał w klubach farmerskich tego zespołu, między innymi w Colorado Springs Sky Sox, reprezentującym poziom Triple-A. W Major League Baseball zadebiutował 28 kwietnia 2013 w meczu przeciwko Arizona Diamondbacks. Dzień później w wygranym przez Rockies 12-2 spotkaniu z Los Angeles Dodgers, zaliczył 3 uderzenia, w tym home runa. 4 maja 2013 w meczu przeciwko Tampa Bay Rays zdobył pierwszego w MLB grand slama po piłce narzuconej przez Davida Price'a.
W sezonie 2013 po raz pierwszy zdobył Złotą Rękawicę jako pierwszy debiutant na pozycji trzeciobazowego w National League. 9 maja 2014 w spotkaniu z Texas Rangers ustanowił klubowy rekord, odbijając piłkę przynajmniej raz w 28 meczach z rzędu.
W lipcu 2015 został po raz pierwszy w karierze powołany do NL All-Star Team. W sezonie 2015 zaliczył najwięcej RBI w MLB (130) i zdobył najwięcej home runów (42) w National League. 8 sierpnia 2016 w meczu przeciwko Texas Rangers, został najmłodszym baseballistą w historii klubu, który osiągnął pułap 100 home runów.
18 czerwca 2017 w meczu z San Francisco Giants zaliczył ósmy w historii klubu cycle, którego skompletował, zdobywając walk-off home runa po narzucie Marka Melancona, dającego zwycięstwo drużynie Rockies 7–5. Był to piąty przypadek w historii MLB, kiedy zawodnik zaliczył cycle dzięki walk-off home runowi. Poprzednio dokonali tego Ken Boyer z St. Louis Cardinals (1961), Cesar Tovar z Minnesota Twins (1972), Dwight Evans z Boston Red Sox (1984) i Carlos González z Colorado Rockies (2010). 19 lipca 2017 w wygranym przez Rockies 18–4 meczu z San Diego Padres ustanowił rekord kariery, zaliczając 7 RBI. W całym spotkaniu wybił piłkę pięć razy i zdobył trzy home runy.
1 lutego 2021 w ramach wymiany zawodników przeszedł do St. Louis Cardinals.
1 lipca 2022 roku, po raz drugi w swojej karierze zaliczył cycle, mimo porażki St. Louis Cardinals z Philadelphią Phillies. Był to pierwszy cycle dla drużyny St. Louis Cardinals, od czasów Marka Grudzielanka który tego dokonał w 2005 roku.

## Nagrody i wyróżnienia
| Nagroda/wyróżnienie     | Lata                                                       | Źródło      |
| 7× All-Star             | 2015, 2016, 2017, 2018, 2019, 2021, 2022                   | [ 3 ] [ 8 ] |
| 10× Gold Glove Award    | 2013, 2014, 2015, 2016, 2017, 2018, 2019, 2020, 2021, 2022 | [ 3 ] [ 6 ] |
| 5× Silver Slugger Award | 2015, 2016, 2017, 2018, 2022                               | [ 3 ]       |